# دون بومان
دون بومان (بالإنجليزية: Don Bowman)‏ هو مقدم برامج إذاعية وموسيقي وكاتب أغاني ومغني أمريكي، ولد في 26 أغسطس 1937 في لوبوك في الولايات المتحدة، وتوفي في 5 يونيو 2013.

## وصلات خارجية
- دون بومان على موقع IMDb (الإنجليزية)
- دون بومان على موقع ميوزك برينز (الإنجليزية)
- دون بومان على موقع أول ميوزيك (الإنجليزية)
- دون بومان على موقع ديسكوغز (الإنجليزية)
- دون بومان على موقع قاعدة بيانات الفيلم (الإنجليزية)